# 戈戈沙里鄉
43°52′N 25°42′E / 43.867°N 25.700°E
戈戈沙里鄉（羅馬尼亞語：Comuna Gogoșari, Giurgiu），是羅馬尼亞的鄉份，位於該國南部，由久爾久縣負責管轄，面積121平方公里，海拔高度75米，2007年人口2,008，人口密度每平方公里17人。